# Individualització
La individualització (o individuació) pot definir-se com un procés pel qual els individus esdevenen unitats reproductives viables en la vida social, de tal manera que passen a acomplir l'antic paper que feien les famílies des de temps immemorials.
Fou Émile Durkheim, un dels fundadors de la sociologia, qui ja observà en la De la divisió del treball social que l'avenç de la divisió del treball implicava un creixement de l'autonomia dels individus. En aquesta obra plantejava la paradoxa de com és possible que, tot i esdevenir més autònom, en els països avançats l'individu arribi a dependre més estretament de la societat. En altres escrits també defensa que l'expansió de les funcions i de l'acció de l'Estat contribueix a la individualització. Així, el reconeixement per part de l'Estat dels drets de l'individu suposa l'erosió de tots aquells grups secundaris com la família, les associacions comercials i professionals, l'església o les corporacions territorials, que tendeixen a absorbir la personalitat dels seus membres.
La teoria moderna de la individualització fou formulada per Ulrich Beck el 1986. Segons aquest autor, constitueix un concepte que descriu la transformació estructural i sociològica de les institucions socials així com la relació que mantenen els individus amb la societat. Suposa l'alliberament dels individus dels seus rols i constrenyiments tradicionals en diversos sentits. L'individu es veu separat dels seus lligams i xarxes de suport tradicionals, però els substitueix per les limitacions i controls imposats pel mercat de treball i per altres agències i institucions secundàries. En la mesura en què els individus han estat destradicionalitzats, es veuen deseixits del seu destí de classe. Així mateix les dones es veuen alliberades del seu treball domèstic obligatori i de la supeditació als seus marits com a rols adscrits. Finalment, les velles formes de treball rutinari i disciplinari es troben en declivi amb l'aparició d'horaris de treball flexibles, ocupacions precàries i llocs de treball descentralitzats.
A partir d'anàlisis desenvolupades per Talcott Parsons, el terme individualització es fa servir també més recentment en el sentit d'individualisme institucionalitzat. En la mesura en què gran part dels beneficis de l'Estat de benestar pressuposen tenir una ocupació remunerada basada en un contracte de treball i que els drets que generen són bàsicament individuals, podem parlar d'institucionalització de l'individualisme. De tota manera, fóra un error confondre d'individualització com a procés amb l'individualisme com a ideologia o com a resultat. Una col·lectivitat individualitzada no és necessàriament una societat de massa atomitzada en què hagin desaparegut els vincles i les solidaritats entre els individus. La teoria de la individualització tan sols destaca els nous condicionants estructurals en què es produeixen i es mantenen les relacions socials.
L'adveniment de la individualització es produeix en la nova societat del risc, caracteritzada per una modernitat reflexiva en contraposició amb la societat industrial clàssica. Mentre que el principi bàsic d'aquesta era la distribució de béns, en la societat del risc passa a primer pla la distribució de ‘mals' o perills. Una de les dimensions essencials de la societat del risc és la lògica de la distribució dels riscos associats amb la modernització, però a aquests se li afegeixen noves inseguretats socials, biogràfiques i culturals.
De fet, la modernització reflexiva implica no tan sols un canvi estructural, sinó la transformació de la relació entre les estructures i els agents socials. Quan s'assoleix un cert nivell en el procés de modernització, els agents tendeixen a esdevenir més individualitzats, és a dir, menys constrets per les estructures. En efecte, el canvi estructural força els actors a alliberar-se de les estructures. Per tal que la modernització avanci amb èxit, els agents s'han de deseixir de les constriccions estructurals i contribuir activament a conformar el procés de modernització.
La teoria de la individualització resulta un dels enfocaments més fecunds a l'hora d'explicar els canvis esdevinguts en la família en els darrers temps. Mentre que en la societat preindustrial la família era sobretot una comunitat de necessitat mantinguda unida per una obligació de solidaritat, en el món contemporani el desig d'autorealització ha fet passar a primer pla la lògica d'unes vides projectades individualment. Així la família està esdevenint cada vegada més una relació electiva i una associació de persones individuals més que no pas un col·lectiu permanent amb una forta densitat institucional. Igualment, els vincles dins la família tendeixen a assemblar-se a la relació pura. Tant el mateix procés d'individualització com el caràcter optatiu de la família afebleixen la institució del matrimoni i donen carta de legitimitat a un seguit de tipus de llars amb fills a càrrec que, tot i existir abans, gaudien d'una escassa visibilitat pública i eren considerats com a poc convencionals.
Malgrat que la individualització implica un augment de l'autonomia personal, l'existència privada individualitzada cau cada vegada més sota la dependència de situacions i condicions que es troben completament fora de l'abast de l'individu. Històricament l'expansió del mercat de treball fou un dels principals motors de la individualització. Amb l'increment de l'activitat econòmica femenina aquest procés s'intensificà. Gràcies a la seva entrada al mercat laboral, les dones treballadores resten alliberades de la seva dependència de les xarxes tradicionals, però passen a estar sotmeses a les limitacions imposades pels mercats i per la seva regulació.
Sota les condicions de l'Estat de benestar, les biografies de classe, que tenien un fort caràcter vinculant, es transformen en biografies reflexives que tendeixen a dependre de les decisions dels actors. El marge per a la presa d'aquestes decisions varia molt en funció del grau de desenvolupament de l'Estat de benestar. A mesura que se expandeix l'àmbit dels drets socials de ciutadania, és a dir, a mesura que augmenta la capacitat de desmercantilització i de desfamiliarització de l'Estat de benestar, aquest marge de decisió tendeix a ampliar-se.